# Frans curlingteam (gemengd)
Het Franse curlingteam vertegenwoordigt Frankrijk in internationale curlingwedstrijden.

## Geschiedenis
Frankrijk nam voor het eerst deel aan een internationaal toernooi voor gemengde landenteams tijdens de openingseditie van het Europees kampioenschap in het Andorrese Canillo. Frankrijk werd gedeeld veertiende. Het beste resultaat boekte het curlingteam van Frankrijk in 2010, een gedeeld negende plaats.
Na de tiende editie van het EK werd beslist het toernooi te laten uitdoven en te vervangen door een nieuw gecreëerd wereldkampioenschap voor gemengde landenteams. De eerste editie vond in 2015 plaats in het Zwitserse Bern. Frankrijk tekende present, en moest een tie-breaker spelen tegen Denemarken voor een plaats in de play-offs. Deze wedstrijd werd met 7 - 1 verloren. De dertiende plaats. Verder kwam Frankrijk tot nu toe nooit.

## Frankrijk op het wereldkampioenschap
| Jaar | Plaats        | Skip              | WG            | W             | V             | PV            | PT            |
| ---- | ------------- | ----------------- | ------------- | ------------- | ------------- | ------------- | ------------- |
| 2015 | 13            | Thierry Mercier   | 9             | 5             | 4             | 57            | 41            |
| 2016 | 27            | Stéphane Vergnaud | 7             | 2             | 5             | 31            | 53            |
| 2017 | 29            | Stéphane Vergnaud | 6             | 1             | 5             | 17            | 53            |
| 2018 | 14            | Romain Borini     | 8             | 4             | 4             | 45            | 53            |
| 2019 | 31            | Stéphane Vergnaud | 7             | 2             | 5             | 34            | 42            |
| 2022 | Geen deelname | Geen deelname     | Geen deelname | Geen deelname | Geen deelname | Geen deelname | Geen deelname |
| 2023 | Geen deelname | Geen deelname     | Geen deelname | Geen deelname | Geen deelname | Geen deelname | Geen deelname |
| 2024 | Geen deelname | Geen deelname     | Geen deelname | Geen deelname | Geen deelname | Geen deelname | Geen deelname |

## Frankrijk op het Europees kampioenschap
| Jaar | Plaats | Skip             | WG | W | V | PV | PT |
| ---- | ------ | ---------------- | -- | - | - | -- | -- |
| 2005 | 14     | Vianney Leudiere | 5  | 2 | 3 | 39 | 29 |
| 2006 | 17     | Vianney Leudiere | 4  | 1 | 3 | 17 | 29 |
| 2007 | 18     | Thierry Mercier  | 5  | 2 | 3 | 26 | 33 |
| 2008 | 14     | Lionel Roux      | 6  | 2 | 4 | 36 | 33 |
| 2009 | 15     | Lionel Roux      | 7  | 3 | 4 | ?  | ?  |
| 2010 | 9      | Stéphanie Jaccaz | 7  | 4 | 3 | ?  | ?  |
| 2011 | 16     | Lionel Roux      | 7  | 4 | 3 | 39 | 36 |
| 2012 | 22     | Sandrine Leveque | 7  | 1 | 6 | 21 | 67 |
| 2013 | 19     | Lionel Roux      | 8  | 3 | 5 | 36 | 54 |
| 2014 | 19     | Lionel Roux      | 8  | 2 | 6 | 39 | 57 |